# Ferrocarril en Nueva Zelanda

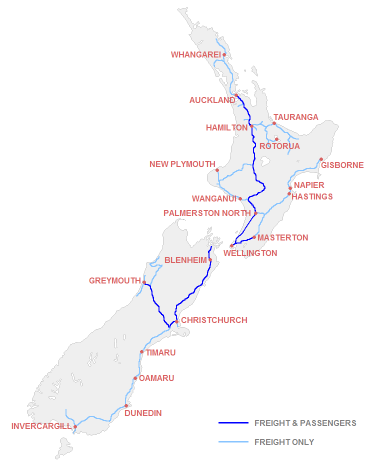
Mapa de la red ferroviaria de Nueva Zelanda.

El transporte ferroviario en Nueva Zelanda es una parte integral de la red de transportes del país, con una red nacional de 4.375,5 km de vías que unen la mayoría de las principales ciudades de las islas del Norte y del Sur, conectadas por ferrocarril y transbordadores de carretera entre islas. El transporte ferroviario en Nueva Zelanda se centra especialmente en las exportaciones e importaciones de mercancías a granel, con 19 millones de toneladas netas movidas por ferrocarril anualmente, y el 99,5% de las exportaciones e importaciones neozelandesas se transportan a través de los puertos marítimos del país.
El transporte ferroviario desempeñó un papel importante en la apertura y el desarrollo del interior del país, fuera de los asentamientos costeros y predominantemente dispersos de Nueva Zelanda. A partir del ferrocarril de Ferrymead, en 1863, la mayoría de las líneas ferroviarias públicas eran cortas, construidas por los gobiernos provinciales y conectaban los principales centros con su puerto marítimo más cercano (como Christchurch y su puerto en Lyttelton Harbour). A partir de la década de 1870, la atención se centró en la construcción de una red nacional que conectara los principales centros, especialmente durante la Era Vogel de construcción de ferrocarriles tras la abolición de las provincias. Se adoptó el ancho de vía estrecho de 1.067 mm a nivel nacional. Los ferrocarriles pasaron a estar controlados de forma centralizada como un departamento gubernamental bajo los nombres de Ferrocarriles del Gobierno de Nueva Zelanda o Departamento de Ferrocarriles de Nueva Zelanda (NZR), y el transporte terrestre estuvo fuertemente regulado a partir de 1931. Con el tiempo, NZR se expandió a otros modos de transporte, especialmente con los servicios de carretera de los ferrocarriles, los transbordadores entre islas y el servicio Rail Air. NZR también contaba con una amplia red de talleres. En 1981, NZR contaba con 22.000 empleados.
A principios de la década de 1980, NZR se convirtió en la Corporación de Ferrocarriles de Nueva Zelanda y se reestructuró drásticamente, sobre todo tras la desregulación del transporte terrestre en 1983. En 1987, la Corporación se convirtió en una empresa estatal (SOE) y se le exigió que obtuviera beneficios. En 1991, las actividades ferroviarias, de transbordadores entre islas y de infraestructuras de la Railways Corporation se dividieron en una nueva empresa pública, New Zealand Rail Limited, que a su vez se privatizó en 1993 y pasó a llamarse Tranz Rail en 1995. También se privatizaron las unidades de negocio de paquetería y servicios de autobús, y la Railways Corporation siguió enajenando los terrenos sobrantes. El gobierno central renacionalizó primero la red de metro de Auckland en 2001, luego el resto de la red en 2004 y, por último, las operaciones de ferrocarril y ferry en 2008, creando otra empresa pública, KiwiRail.
En la actualidad, los servicios son prestados principalmente por KiwiRail y se centran en el transporte de mercancías a granel, con un pequeño número de servicios de pasajeros orientados al turismo, como el TranzAlpine, el Coastal Pacific y el Northern Explorer. Los Ferrocarriles de Dunedin también operan con trenes turísticos desde Dunedin, y varios operadores históricos realizan de vez en cuando vuelos especiales de fletamento. Sólo existen servicios ferroviarios urbanos de pasajeros en Auckland y Wellington. Los ferrocarriles neozelandeses han recibido una importante y continua inversión gubernamental desde la renacionalización en 2008, con la modernización de los dos sistemas ferroviarios urbanos. En 2021, el gobierno puso en marcha el Plan Ferroviario de Nueva Zelanda, cuya financiación para los proyectos ferroviarios provendrá del Fondo Nacional de Transporte Terrestre (NLTF), y KiwiRail seguirá siendo una empresa pública, pero pagará tasas de acceso a las vías (TAC) para utilizar la red.

## Historia

### Período provincial (1863-1876)
La red ferroviaria fue construida inicialmente por los gobiernos provinciales de Nueva Zelanda a partir de 1863. El primer ferrocarril público de Nueva Zelanda se inauguró en ese año, recorriendo la corta distancia entre Christchurch y el muelle de Ferrymead, y fue construido por los Ferrocarriles Provinciales de Canterbury. Los Ferrocarriles Provinciales de Canterbury se construyeron con un ancho de vía de 1.600 mm. En febrero de 1867, la provincia de Southland inauguró un ramal de Invercargill a Bluff con el ancho de vía estándar internacional de 1.435 mm.

#### Era Vogel

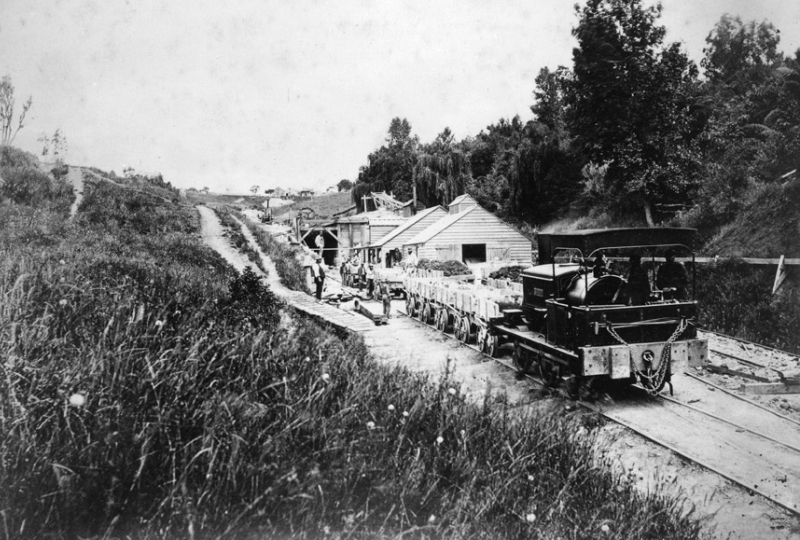
El primer túnel Parnell en construcción en la línea Auckland-Drury en torno a 1873. La línea fue iniciada originalmente por la provincia de Auckland, pero completada por el gobierno central.

A partir de 1870, el gobierno central de Sir Julius Vogel propuso que las infraestructuras, incluido el desarrollo del ferrocarril, se financiaran con préstamos en el extranjero de 10 millones de libras. El gobierno central también adoptó un ancho de vía nacional de 1.067 mm con la aprobación de la Ley de Ferrocarriles de 1871. La primera línea de vía estrecha se inauguró el 1 de enero de 1873 en la provincia de Otago, el ramal de Port Chalmers, bajo los auspicios de la Dunedin and Port Chalmers Railway Company Limited. El primer ferrocarril de Auckland, entre Auckland y Onehunga, se inauguró en 1873. Vogel también consiguió que Brogdens, de Inglaterra, se encargara de varios contratos de construcción de ferrocarriles, que serían construidos por "Brogden's Navvies" contratados en Inglaterra.

### Control del Gobierno central (1876-1982)
Tras la abolición de las provincias en 1876, las líneas ferroviarias pasaron a ser controladas por el gobierno central, originalmente bajo el Departamento de Obras Públicas, y a partir de 1880 bajo el Departamento de Ferrocarriles de Nueva Zelanda. Un ministro de Ferrocarriles era el responsable del departamento y formaba parte del Gabinete neozelandés.
Algunas empresas privadas construyeron ferrocarriles en Nueva Zelanda, como la New Zealand Midland Railway Company, la Wellington and Manawatu Railway Company, la Waimea Plains Railway y la Thames Valley and Rotorua Railway Company. Sólo la Wellington and Manawatu Railway Company, nacionalizada en 1908, tuvo cierto éxito, ya que el resto fueron adquiridas por el Gobierno antes de completar sus líneas ferroviarias. Una excepción a esta regla fue la Ohai Railway Board de Southland, que fue propiedad del Departamento de Minas del Estado y de un consejo local del condado hasta su disolución en 1990.
La primera ruta importante se completó entre Christchurch y Dunedin en 1878, ampliada posteriormente hasta Invercargill al año siguiente. El tronco principal de la Isla Norte, que une la capital, Wellington, con la ciudad más grande, Auckland, se inauguró en 1908 tras 23 años de construcción. En el punto álgido de la red, en 1952, funcionaban unos 100 ramales. Los cierres de ramales a gran escala comenzaron en los años 60 y 70. Al principio, la red estaba protegida de la competencia del transporte por carretera en virtud de la Ley de Licencias de Transporte de 1931, pero esta protección se fue suavizando hasta su total abolición en 1983, junto con la desregulación de la industria del transporte terrestre.

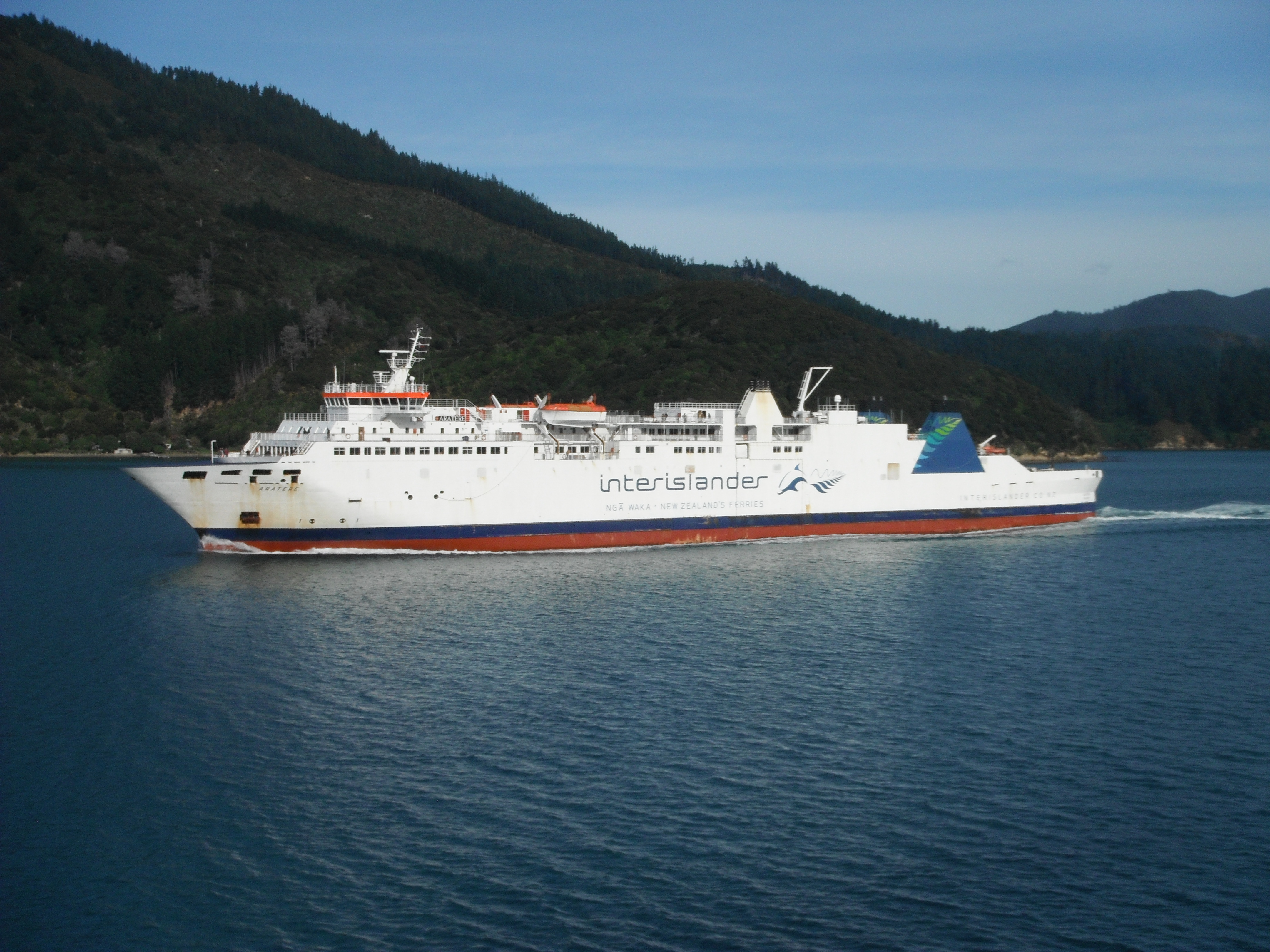
DEV Aratere en el Canal Tory, junio de 2018. Los transbordadores ferroviarios operados por KiwiRail bajo la marca "Interisland Line" conectan las redes de las islas del Norte y del Sur.

Las redes de las Islas del Norte y del Sur eran independientes entre sí hasta que el Departamento de Ferrocarriles introdujo en 1962 el servicio de transbordador ferroviario roll-on roll-off, ahora denominado The Interislander.

### Propiedad corporativa (1982-1993)
En 1982, el Departamento de Ferrocarriles se transformó en una nueva entidad al mismo tiempo que se desregulaba el transporte terrestre. El Departamento de Ferrocarriles se convirtió en la New Zealand Railways Corporation. La Corporación emprendió una importante reestructuración, despidiendo a miles de empleados y recortando los servicios no rentables. Tras la desregulación del transporte terrestre de 1983, se produjo una importante racionalización de las instalaciones de transporte de mercancías; se cerraron muchas estaciones y pequeños astilleros y se aceleraron los servicios de trenes de mercancías, aumentando su longitud y haciéndolos más pesados, con la supresión de las furgonetas de los guardias en 1987 y la eliminación gradual del material rodante más antiguo, especialmente los vagones de cuatro ruedas.
En 1987, la Railways Corporation se convirtió en una empresa estatal que debía obtener beneficios. En 1990, las principales operaciones ferroviarias de la Corporación se transfirieron a New Zealand Rail Limited, otra empresa estatal, y la Corporación conservó los activos no esenciales, que fueron enajenados gradualmente, incluida una importante cartera de terrenos. En muchos casos, la Corporación no se deshizo de los terrenos debido a las reclamaciones del Tratado de Waitangi y ha seguido gestionándolos.

### Propiedad privada (1993-2004)
New Zealand Rail Limited fue privatizada en 1993. La empresa se vendió por 328,3 millones de dólares a un consorcio denominado Pylorus Investments Limited. En 1995 los nuevos propietarios adoptaron el nombre de Tranz Rail y cotizaron la empresa en la bolsa de Nueva Zelanda y en el NASDAQ. Los volúmenes de mercancías por ferrocarril aumentaron entre 1993 y 2000 de 8,5 millones de toneladas netas a 14,99 millones de toneladas netas transportadas anualmente, y luego descendieron gradualmente hasta 2003, cuando se situaron en 13,7 millones de toneladas. A continuación, el volumen de mercancías volvió a aumentar hasta alcanzar los 16,1 millones de toneladas transportadas anualmente en 2012.
Se acusó a Tranz Rail de dejar caer deliberadamente algunas líneas por falta de mantenimiento. La Midland Line, por ejemplo, que transporta principalmente carbón desde la Costa Oeste hasta Lyttelton, fue evaluada en 2003 por el organismo gubernamental de seguridad LTSA como segura pero en mal estado, y ha necesitado importantes reparaciones.
Tranz Rail fue acusado de forzar el transporte de mercancías por carretera, y en 2002 introdujo un plan de contenerización que suponía que la mayoría de las mercancías se transportarían en contenedores en trenes unitarios formados por vagones de plataforma fija. Se construyeron depósitos de carga de contenedores en las principales terminales de mercancías. Una de las razones que se aducen a menudo para justificar estas políticas es que el coste de utilizar el transporte por carretera para Tranz Rail era menor que el de utilizar el ferrocarril porque la infraestructura de la carretera se proporciona como un bien público, mientras que la red ferroviaria era un bien privado.

#### Compra de la red ferroviaria de Auckland por parte del Gobierno
El gobierno compró la red ferroviaria metropolitana de Auckland a Tranz Rail por 81 millones de dólares en 2002. Tranz Rail conservó las franjas horarias de los trenes de mercancías, y el Consejo Regional de Auckland recibió franjas para que contratara la explotación de los trenes de pasajeros de cercanías. Las estaciones de ferrocarril de Auckland que no eran ya propiedad del ayuntamiento se transfirieron a la Auckland Regional Transport Network Limited (ARTNL), propiedad de las autoridades territoriales de Auckland, que se fusionó con la Auckland Regional Transport Authority (ARTA), filial del Auckland Regional Council (ARC). Con la creación de la "superciudad" Auckland Council en 2010, ARTA se disolvió y su función fue asumida por Auckland Transport, una nueva organización controlada por el consejo.

### Propiedad privada y gubernamental (2004-2008)
En 2003, el precio de las acciones de Tranz Rail alcanzó un mínimo histórico en el mercado de valores neozelandés, con una caída del 88% de su valor en 12 meses, como consecuencia de su mal estado financiero y la rebaja de su calificación crediticia. El Gobierno estudió entonces varios planes para rescatarla a cambio de recuperar el control de la infraestructura ferroviaria. Entre las razones citadas figuraban la "igualdad de condiciones" para los movimientos de mercancías por carretera y ferrocarril, y la garantía de acceso a las vías para todas las partes interesadas.
La empresa australiana Toll Holdings presentó una oferta de adquisición de Tranz Rail, sujeta a un acuerdo de reventa de la infraestructura al gobierno por 1 dólar. A cambio, se concedió a Toll el uso exclusivo de la red ferroviaria, sujeto a un volumen mínimo de mercancías y pasajeros, al pago de los cánones de acceso a las vías y a su propia inversión en nuevo material rodante. Esta transacción se realizó en julio de 2004, y Tranz Rail pasó a llamarse Toll NZ. El gobierno se comprometió a aportar 200 millones de dólares de los contribuyentes para el mantenimiento diferido y las mejoras de capital a través de una nueva filial de la New Zealand Railways Corporation, ONTRACK. Toll NZ firmó un acuerdo provisional para el acceso a las vías; Toll pagó una tasa nominal de acceso a las vías mientras negociaba un acuerdo definitivo con ONTRACK. Estas negociaciones no avanzaron y acabaron llegando a un arbitraje a principios de 2008.

### Renacionalización (2008-actualidad)

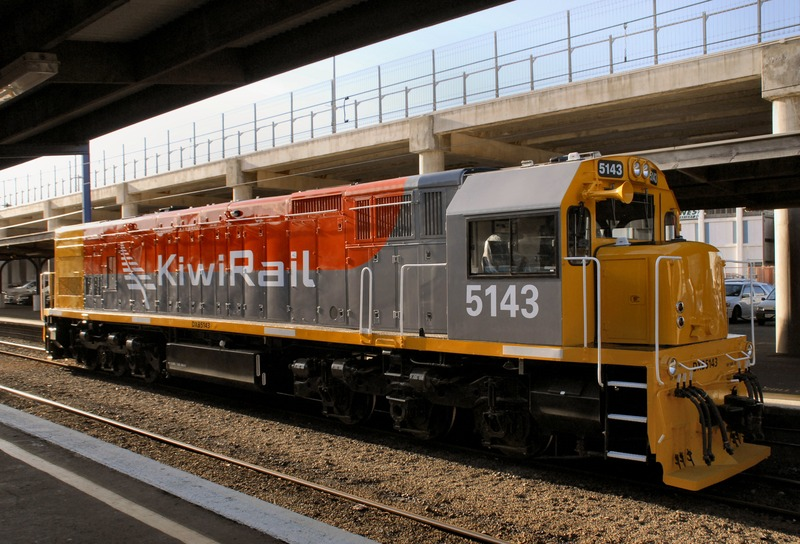
DXB 5143 en la estación de ferrocarril de Wellington el 1 de julio de 2008, con motivo del lanzamiento de KiwiRail.

En lugar de concluir un acuerdo definitivo de acceso a las vías con Toll, en 2008 el gobierno compró los activos ferroviarios y de transbordadores por 690 millones de dólares, a partir del 1 de julio de 2008. La nueva organización creada para explotar los servicios de la red ferroviaria se denominó KiwiRail.
La propiedad de la red ferroviaria nacional corresponde a KiwiRail Holdings Limited, y los terrenos son propiedad de la New Zealand Railways Corporation. KiwiRail Network (antes ONTRACK) es una división de KiwiRail que mantiene y mejora la infraestructura ferroviaria y es responsable del control de la red (es decir, el control de los trenes y la señalización). Otras empresas ferroviarias que utilizan la red son Transdev Auckland y Transdev Wellington, que prestan servicios de cercanías en Auckland y Wellington, respectivamente, y Dunedin Railways, que opera trenes turísticos desde Dunedin.
KiwiRail publicó en 2010 un plan de cambio de rumbo de 10 años para el sector ferroviario. Esto fue acompañado por una importante inversión gubernamental en KiwiRail de más de 2.100 millones de dólares durante el periodo de 2008 a febrero de 2017. En mayo de 2017, el gobierno anunció una nueva inyección de capital de 450 millones de dólares y que KiwiRail se sometería a una nueva e importante revisión. El plan se ha visto significativamente socavado por los terremotos de Christchurch de 2010 y 2011, el terremoto de Kaikoura de 2016, el desastre de la mina de Pike River, el colapso de los precios del carbón, la minera de carbón Solid Energy que entró en administración voluntaria en 2016 y los importantes problemas de fuerza motriz con la nueva clase DL de locomotoras. No obstante, se han producido mejoras significativas en los volúmenes de mercancías (aparte del carbón).
Dos de los principales clientes de KiwiRail, Mainfreight y Fonterra, también invirtieron mucho en infraestructuras relacionadas con el ferrocarril. Mainfreight destinó 60 millones de dólares a la inversión en nuevos almacenes de cabecera, mientras que Fonterra invirtió 130 millones de dólares en un nuevo complejo ferroviario en Hamilton y otro previsto en Mosgiel.

#### Plan ferroviario de Nueva Zelanda
En 2019, el gobierno comenzó una revisión del "Futuro del Ferrocarril", y en diciembre de 2019 publicó un borrador del Plan Ferroviario de Nueva Zelanda, en el que se esbozan los cambios en la industria del transporte ferroviario. El proyecto de plan propone una serie de cambios importantes, siendo el más significativo la futura financiación de la red ferroviaria a través del Fondo Nacional de Transporte Terrestre (NLTF).
El plan final se lanzó en abril de 2021, confirmando la financiación de proyectos ferroviarios por parte del NLTF, y el uso de las tasas de acceso a las vías (TAC) para los usuarios de la red ferroviaria, incluido KiwiRail. También se esbozaron algunas posibilidades de proyectos específicos:
- Reapertura de la línea Stratford-Okahukura;
- Completar la doble vía del tronco principal de la Isla Norte entre Auckland y Hamilton;
- Aumentar el peso por eje entre Auckland y Tauranga a más de 20 toneladas;
- Estandarización de las longitudes de los bucles desde Palmerston North hasta Waikanae;
- Aumentar el peso por eje a 18 toneladas o más en la Isla del Sur.[5]

## Proyectos actuales
El City Rail Link es una línea ferroviaria subterránea que se está construyendo y que unirá el centro de transporte de Britomart con la estación de tren de Mount Eden, en Auckland, y que se inaugurará en 2024. Está prevista la construcción de redes de metro ligero en Auckland y Wellington.
El grupo de defensa Greater Auckland propuso en 2017 la iniciativa Regional Rapid Rail, que incluye trenes inclinados con una velocidad máxima de 160 km/h. Esta red ofrecería servicios de pasajeros que unirían Auckland con Hamilton, Tauranga y Rotorua. En diciembre de 2018, el Gobierno de Nueva Zelanda se comprometió a financiar la reintroducción de un servicio ferroviario de prueba de cinco años, denominado Te Huia, entre Papakura, en el sur de Auckland, y Hamilton, a partir de 2020. Como consecuencia de la pandemia de COVID-19 en Nueva Zelanda, el servicio de Te Huia se había retrasado en el inicio de sus operaciones hasta algún momento después del 3 de agosto de 2020, lo que supuso un cambio en la fecha de apertura anunciada inicialmente para marzo de 2020. En 2020, el gobierno anunció la financiación de una serie de proyectos de infraestructura relacionados con el ferrocarril, principalmente en la región de Auckland.

## Operaciones

### Mercancías

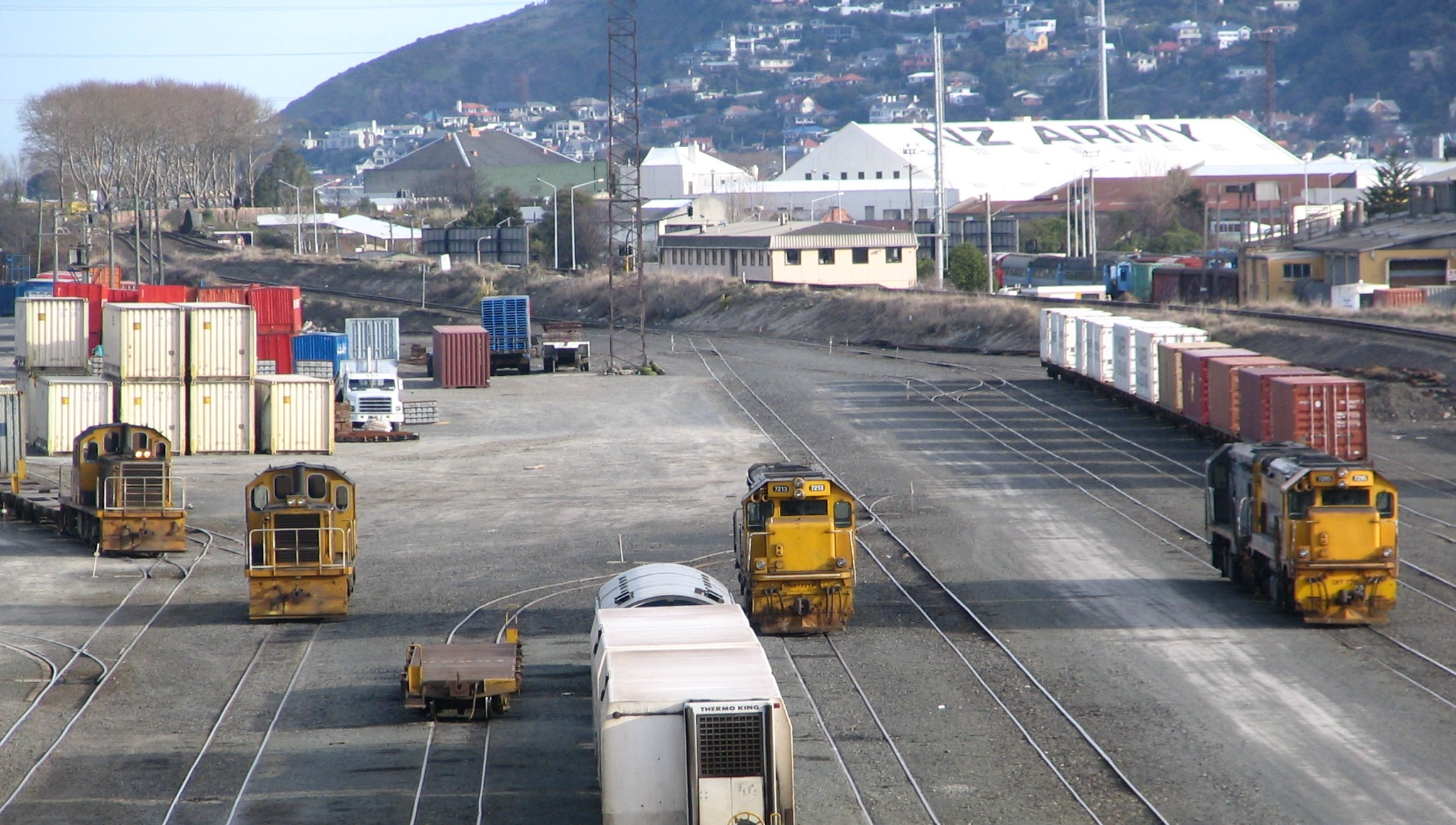
Estación de clasificación de mercancías en Dunedin, 16 de agosto de 2007. El transporte de mercancías constituye la mayor parte de los ingresos anuales de KiwiRail.

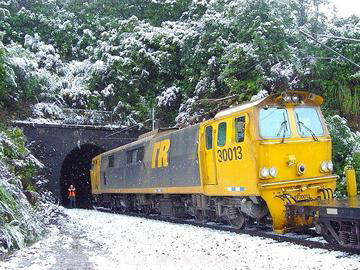
Una locomotora de la clase EF con la librea "bumble-bee" de Tranz Rail transportando vagones de contenedores en el tronco principal de North Island en 2006.

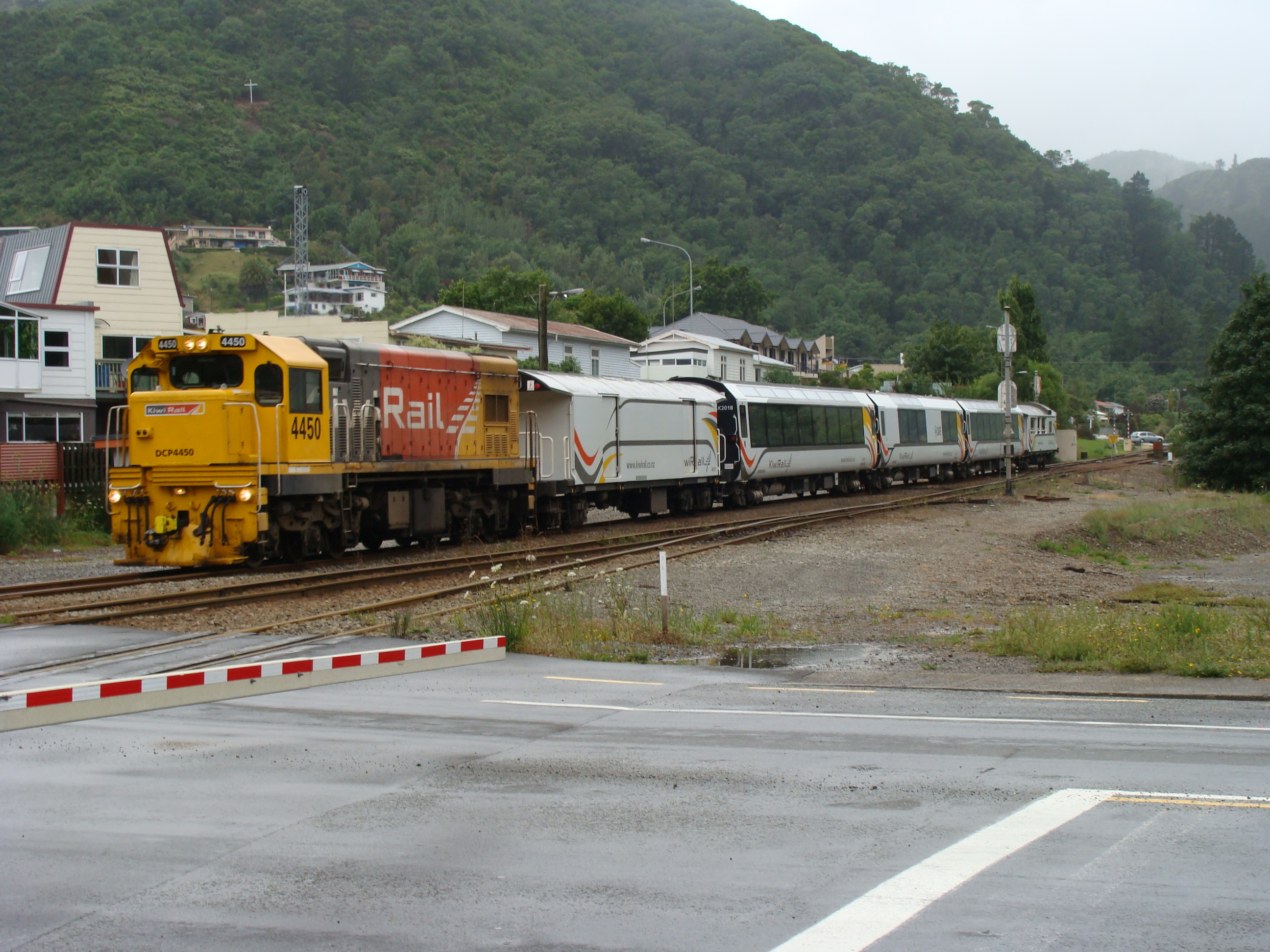
El servicio Coastal Pacific llegando a Picton en diciembre de 2011.

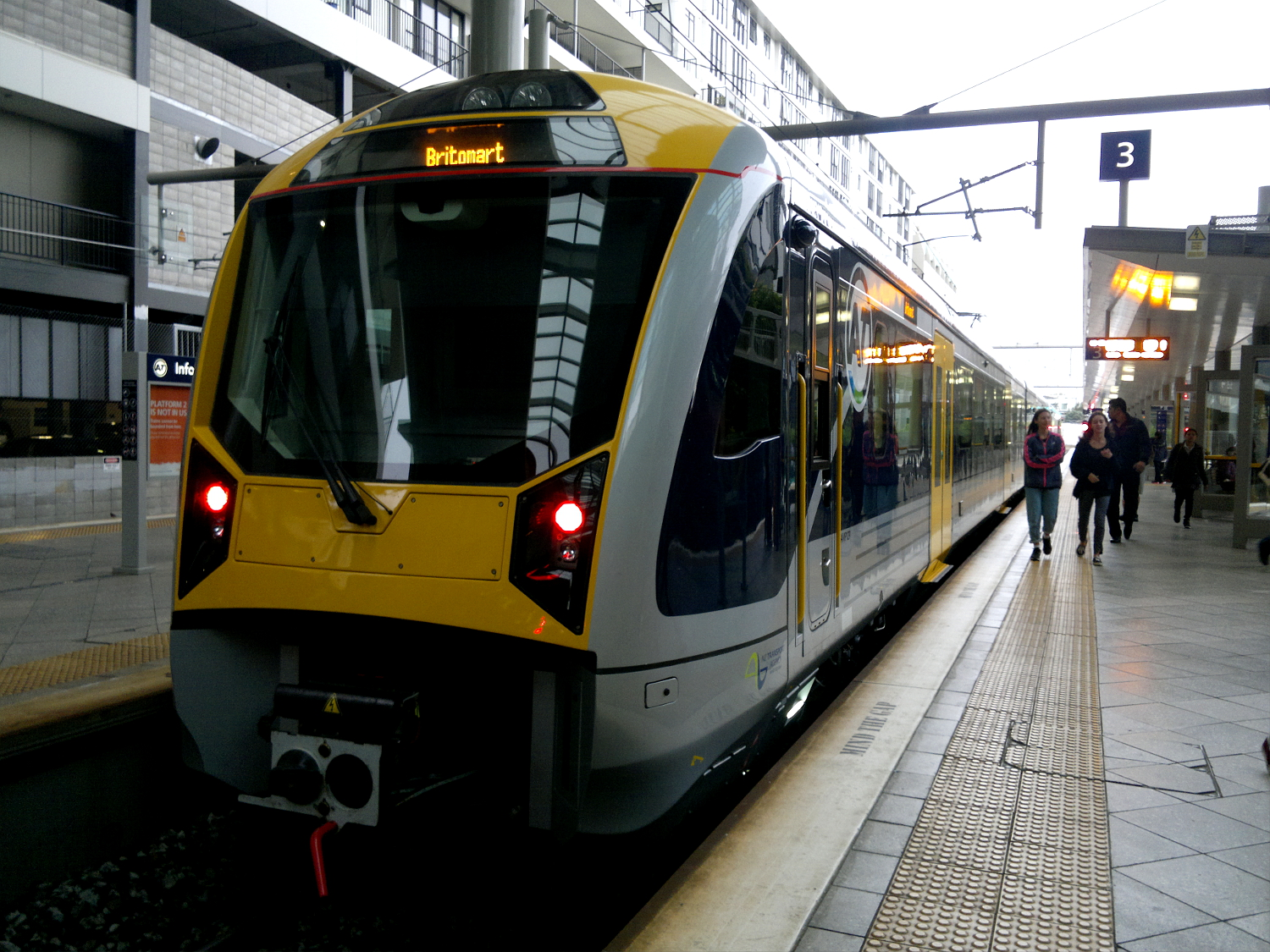
Tren eléctrico de pasajeros de la clase AM en la estación de Newmarket, en Auckland, abril de 2014.

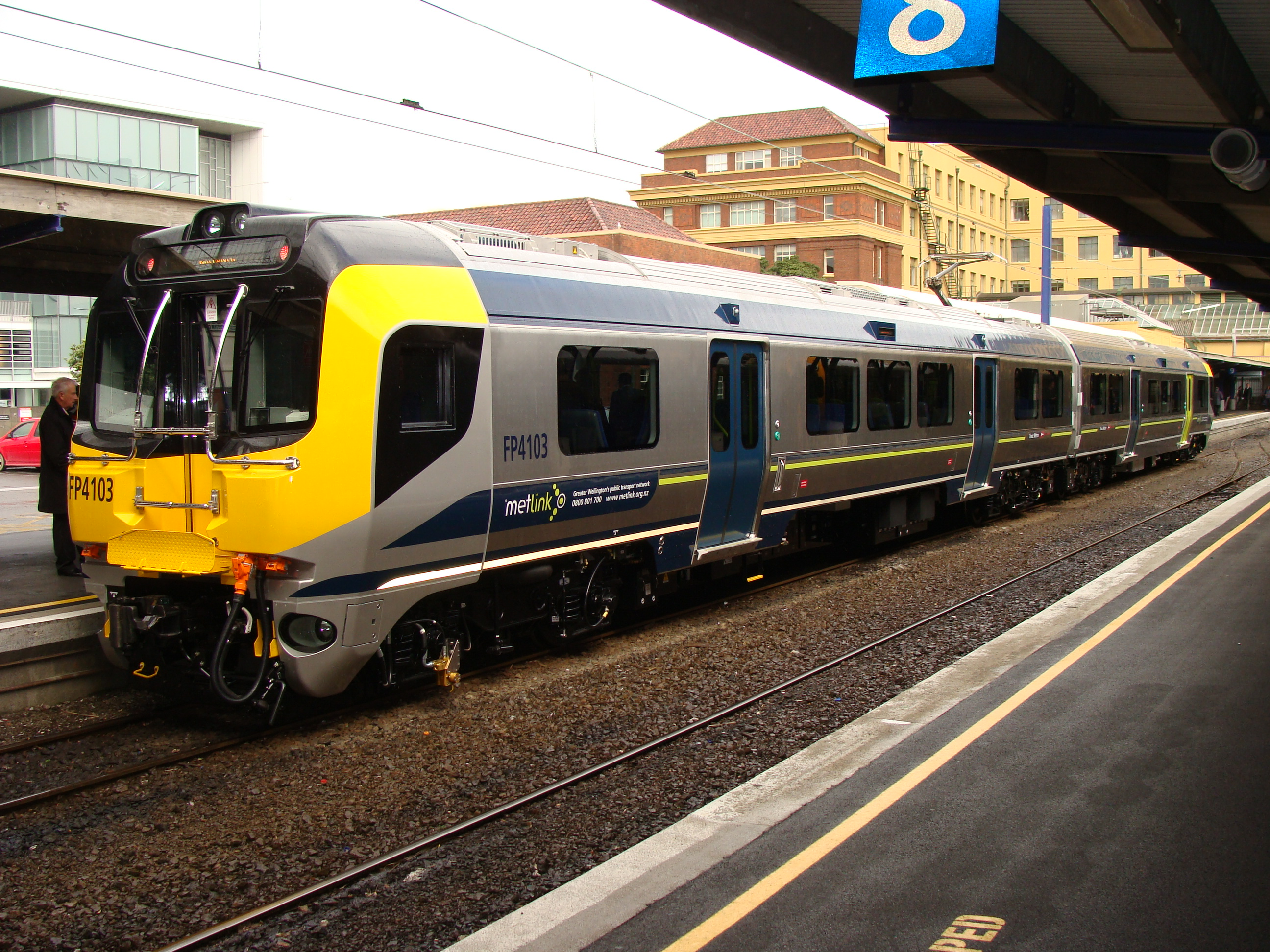
Una UME de la clase FP/FT "Matangi" en la estación de tren de Wellington, 9 de septiembre de 2010.

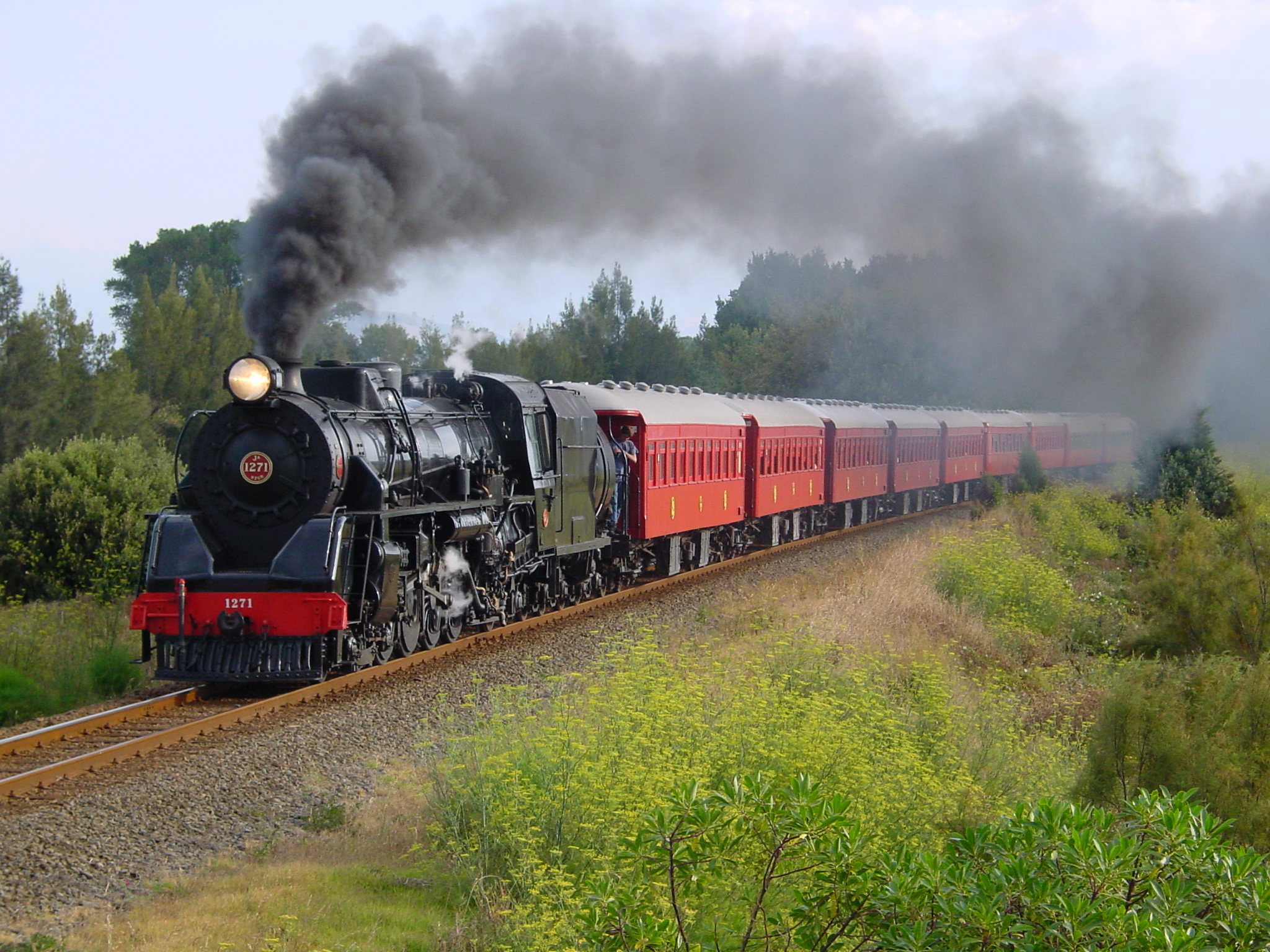
Locomotora conservada de la clase JA 1271 en una excursión en Ahuriri en 2003.

KiwiRail transporta la carga y proporciona la mayor parte de su tráfico de ingresos. En el ejercicio 2017-2018, el transporte de mercancías aportó 350,7 millones de dólares en ingresos, es decir, el 57% de los ingresos totales de la empresa. El flete es principalmente tráfico a granel orientado a las industrias de exportación, y el flete general se limita en gran medida a los productos en contenedores y paletizados en la ruta troncal. Los principales fletes a granel son el carbón, la cal, el acero, la madera y los productos de madera, la pasta de papel, la leche seca y líquida, los automóviles, los fertilizantes, el grano y los contenedores marítimos.
Los niveles de carga han vuelto al nivel que tenían cuando el ferrocarril tenía prácticamente el monopolio del transporte terrestre, antes de 1983. En 1980 se movían 11,8 millones de toneladas de mercancías por ferrocarril, en 1994 habían disminuido a 9,4 millones de toneladas. En 1999, las toneladas transportadas habían aumentado a 12,9 millones de toneladas, un poco más que el máximo de 1975. En el ejercicio 2006-2007, se transportaron 13,7 millones de toneladas de mercancías. Esto equivale a 3,96 millones de toneladas-kilómetro netas (o el número de toneladas de tráfico ganadas en 2008-2009 en comparación con la cantidad de tráfico transportado en el año 2006-2007).
En los últimos años, la cantidad de mercancías que se mueven por ferrocarril ha aumentado considerablemente y ha empezado a ganar cuota de mercado también en las zonas que no son de carga. El transporte de mercancías en la línea troncal de la Isla Norte entre Auckland y Palmerston North experimentó un aumento del 39% en el volumen de mercancías entre 2006 y 2007. Los cinco trenes diarios en la línea de 667 km redujeron el volumen de camiones en la ruta en unos 120 al día.
Un estudio realizado en 2008 por el Ministerio de Transportes preveía que en 2031 el volumen de mercancías por ferrocarril aumentaría hasta los 23 millones de toneladas anuales, es decir, un 70% respecto al ejercicio 2006-2007. En 2018, el mismo informe constató que los niveles de carga habían aumentado un 17% entre 2007 y 2012.

### Servicios de pasajeros de larga distancia
Desde 2017, solo hay cuatro rutas de pasajeros de larga distancia: la Northern Explorer entre Auckland y Wellington, la Capital Connection entre Wellington y Palmerston North, la Coastal Pacific entre Picton y Christchurch y la TranzAlpine entre Christchurch y Greymouth. Todas son operadas por The Great Journeys of New Zealand, una división de KiwiRail, y están enfocadas al turismo, excepto el Capital Connection, que es un servicio de cercanías.
Hasta junio de 2020, los Ferrocarriles de Dunedin operaban trenes turísticos desde Dunedin, con servicios frecuentes en la antigua línea de los Ferrocarriles Centrales de Otago y servicios ocasionales al norte de Dunedin a Palmerston. Este servicio se suspendió a raíz de la pandemia de COVID-19.
Los trenes mixtos fueron "una vez la columna vertebral del sistema ferroviario de pasajeros de Nueva Zelanda" en los ramales e incluso en las líneas principales; pero el último tren mixto programado circuló entre Whangarei y Opua el 6 de junio de 1977. Con un "conjunto de vagones variados" y uno o dos vagones de pasajeros, a menudo catalogados como "mercancías con vagón" en los horarios, eran lentos, y a menudo paraban y desviaban los vagones en el trayecto. En la década de 1930 circulaban de Christchurch a Springfield en la Midland Line, y en la década de 1950 hacían el recorrido nocturno entre Christchurch y Dunedin. En la North Island Main Trunk circulaban durante el día, mientras que los expresos lo hacían por la noche. En la línea Okahukura-Stratford duraron hasta principios de la década de 1970.
En las décadas de 1950 y 1960, la mayoría de las rutas provinciales contaban con servicios de pasajeros transportados por vagones y locomotoras. En 1965, 25 millones de pasajeros viajaron en tren; en 1998, la cifra se redujo a 11,7 millones. A principios de la década de 2000 finalizaron varios servicios, como el Waikato Connection entre Hamilton y Auckland, el Kaimai Express entre Auckland y Tauranga, el Geyserland Express entre Auckland y Rotorua, el Bay Express entre Wellington y Napier, el Southerner entre Christchurch e Invercargill y el servicio nocturno Northerner entre Auckland y Wellington.

### Servicios de pasajeros de cercanías
Actualmente, Auckland y Wellington cuentan con servicios de pasajeros de cercanías. En ambas ciudades, los respectivos gobiernos locales son propietarios del material rodante de pasajeros de cercanías y contratan la explotación de los servicios a un tercero, en ambos casos Transdev.

#### Wellington
La red de cercanías de Wellington cuenta con cinco líneas: Johnsonville, Kapiti, Melling, Hutt Valley y Wairarapa. En 1938, Wellington se convirtió en la segunda ciudad (después del servicio de Christchurch a Lyttelton) en tener trenes eléctricos de cercanías, y desde 1970 hasta 2014 fue la única ciudad que los tenía.
Desde julio de 2016, los servicios han sido operados por Transdev Wellington. Antes de Transdev, la división Tranz Metro de KiwiRail tenía el contrato. El material rodante de cercanías de Wellington está formado por unidades múltiples eléctricas, mientras que en el servicio de Wairarapa se utilizan trenes de vagones con locomotoras diésel. Todo el material rodante (excepto las locomotoras diésel) es propiedad de Greater Wellington Rail Limited, una filial de Greater Wellington Regional Council. Transdev Wellington contrata a KiwiRail para que proporcione y opere las locomotoras diésel necesarias.

#### Auckland
La red de Auckland consta de cuatro líneas: Southern, Eastern, Western y Onehunga. Todos los servicios de estas líneas se prestan con trenes eléctricos de la clase AM, cuya conversión del diésel se completó a finales de 2015, con la excepción del tramo de vía no electrificado entre Papakura y Pukekohe, donde funciona un servicio de lanzadera de trenes diésel. Transdev Auckland opera los trenes eléctricos en nombre de Auckland Transport (AT). En los últimos años se ha reabierto el ramal de Onehunga (2010), que estaba paralizado, y se ha construido una nueva línea (el ramal de Manukau, inaugurado en abril de 2012). Entre los principales proyectos recientes figuran la electrificación de la red de cercanías de Auckland y la construcción del City Rail Link. La mayor parte del material rodante de Auckland es propiedad de Auckland Transport, que financia y coordina todos los servicios.

#### Otras ciudades
En 2017, el recién elegido gobierno de coalición liderado por los laboristas propuso ofrecer un ferrocarril de cercanías en Christchurch y proporcionar servicios de cercanías de larga distancia desde Auckland a Hamilton y Tauranga.
Otras ciudades (Christchurch, Dunedin, Invercargill y Napier-Hastings) tuvieron en su día servicios de cercanías, pero se retiraron por falta de clientela. El servicio de cercanías Christchurch-Lyttelton se interrumpió en 1972 cuando los pasajeros se redujeron a "un autobús lleno". El último "tren-barco" para el servicio de ferry a Wellington funcionó en 1976. La línea de 10,5 km a Lyttelton estuvo electrificada de 1929 a 1970. Había trenes de trabajadores hacia el norte, hasta Rangiora; dos por la mañana y dos por la tarde. Dunedin tenía trenes de cercanías a Port Chalmers y Mosgiel, retirados el 3 de diciembre de 1982. El servicio de Invercargill a Bluff dejó de funcionar en 1967; en 1929 se utilizó el único vagón de vapor Clayton. Los trenes recorrían las 12 millas (19 km) entre Napier y Hastings, pero algunos fueron sustituidos por un autobús de los New Zealand Railways Road Services en 1926, y pronto dejaron de funcionar.
Los billetes de concesión para los trabajadores se introdujeron en 1897, inicialmente para el servicio Wellington-Hutt, y se extendieron el año siguiente a Auckland, Christchurch y Dunedin (y luego entre Westport y Waimangaroa). Un informe de NZR de 1979, titulado "Time for Change" (La hora del cambio), señalaba que los ingresos de los servicios de cercanías de Wellington sólo cubrían el 26% de los costes de explotación (los de Dunedin eran el 28% y los de Auckland, el 46%).

### Desplazamientos escolares
Hasta los años 30 y 40, los alumnos tenían que desplazarse a ciudades más grandes para cursar la enseñanza secundaria desde lugares que sólo contaban con una escuela primaria; por ejemplo, desde la zona rural de Canterbury a la Christchurch Technical High School. Otro ejemplo famoso fue el de Sir Edmund Hillary, que se desplazaba en tren escolar desde Tuakau a la Auckland Grammar School durante tres horas y media, un viaje de una hora y 40 minutos en cada sentido. Los trenes escolares circulaban entre Picton y Blenheim, lo que permitía a los estudiantes de Picton asistir al Marlborough College (dividido en Marlborough Boys' College y Marlborough Girls' College en 1963). El servicio se canceló cuando el Queen Charlotte College abrió sus puertas en Picton en 1965, y los estudiantes que permanecieron en los colegios de Marlborough cambiaron a los autobuses.
La NZR ofreció abonos para los estudiantes de primaria y secundaria desde 1877, con fondos pagados con el presupuesto de Educación, y desde 1885 para los estudiantes que asistían a las escuelas primarias desde un lugar que carecía de escuela local. El primer ministro Richard Seddon y el Gobierno Liberal quisieron poner la educación secundaria "al alcance del hombre más pobre de la Colonia" con una ampliación de los pases gratuitos en 1898 y 1909. Los pases escolares aumentaron de 8720 en 1899 a 29.705 en 1914-15, cuando uno de cada siete alumnos de primaria y secundaria viajaba en tren. Algunos alumnos llegaban a casa al anochecer en invierno y tenían que ordeñar vacas antes y después de la escuela. John Pascoe dijo que algunos niños pasaban "hasta seis horas al día viajando". Los niños y las niñas solían estar segregados.

## Infraestructura y mecánica

### Red ferroviaria
La red ferroviaria neozelandesa tiene unos 4.128 kilómetros de líneas, de los cuales unos 506 kilómetros están electrificados. En el punto álgido de la red, en 1953, había unos 5.689 kilómetros de líneas abiertas. Un estudio de 2009 contabilizó 1.787 puentes y 150 túneles (con una longitud total de 80 kilómetros) en la red ferroviaria, pero un estudio de 2011 dijo que había 1.636 puentes, con una longitud total de 63,8 km y 145 túneles, con una longitud total de 87,4 km.
Toda la red está construida con un ancho de vía de 1.067 mm, elegido por la necesidad de atravesar terrenos montañosos en el interior del país y el menor coste de construcción. La dificultad del terreno hizo que algunas líneas tardaran años en completarse, y ha hecho necesarias varias complicadas hazañas de ingeniería, especialmente la espiral de Raurimu y la pendiente de Rimutaka (esta última ya no se utiliza).
La red ha sido objeto de importantes obras de mejora en varias ocasiones. Las más importantes fueron la desviación de Westfield del tronco principal de la Isla Norte desde Auckland hasta Westfield Junction pasando por Panmure y Glen Innes, inaugurada en 1930; la desviación de Tawa Flat en Wellington, inaugurada en 1937; la desviación de Rimutaka hacia Wairarapa, inaugurada en 1955; y la desviación de Kaimai en la Bahía de Plenty, inaugurada en 1978. Todas ellas supusieron importantes obras de túneles, de cerca de 9 kilómetros cada una en los dos últimos casos. A mediados de la década de 1980 también se llevaron a cabo importantes mejoras en la infraestructura del tronco principal de la Isla Norte, algunas de ellas como parte del plan de electrificación.
En el marco del Plan de Reconversión a 10 años anunciado en 2010, varias líneas regionales fueron puestas bajo amenaza de cierre: todas las líneas de Northland que forman parte de la North Auckland Line, la Stratford-Okahukura Line en Taranaki (paralizada desde 2009), la parte norte de la Wairarapa Line, el tramo Gisborne - Napier de la Palmerston North - Gisborne Line (paralizada debido a los daños causados por la tormenta al norte de Wairoa a principios de 2012, paralizada Napier - Gisborne desde octubre de 2012). Como parte del plan a largo plazo de KiwiRail, la mayor parte del nuevo capital se destinará a locomotoras, vagones y al corredor de mercancías Auckland - Wellington - Christchurch.

### Señalización
En Nueva Zelanda se utilizan seis sistemas de señalización: reglas de señalización automática (ASR), automática de doble línea (DLA), automática de línea única (SLA), control de tráfico centralizado (CTC), control de garantía de vía (TWC) y límites de estación. Las señales son del tipo luz de color y funcionan según los principios de señalización de velocidad, es decir, las señales indican al conductor la velocidad a la que debe proceder, pero no necesariamente la ruta que seguirá. La red de cercanías de Auckland también está equipada con el Sistema Europeo de Control de Trenes (ETCS) Nivel 1 de señalización y protección de trenes.

### Fuerza motriz

#### Vapor
Desde sus inicios hasta la década de 1950, las locomotoras de vapor fueron la principal fuerza motriz de los ferrocarriles neozelandeses. Al principio, las locomotoras de vapor eran en su mayoría importadas del Reino Unido por varios fabricantes. La primera clase importante fue la de las locomotoras tanque de la clase F, de las que se importaron 88. A partir de la década de 1870, se importaron locomotoras de Estados Unidos, que en general se consideraban más adecuadas para las condiciones de Nueva Zelanda, aunque el público y los políticos probritánicos preferían las locomotoras del Reino Unido. En 1889, NZR comenzó a fabricar sus propias locomotoras, empezando por la clase W de NZR. La empresa local de ingeniería A & G Price también fabricó un número importante de locomotoras de vapor para NZR.

#### Diésel
La dieselización del transporte ferroviario comenzó a finales de los años 40 con pequeñas locomotoras de maniobra. Las primeras locomotoras diésel de línea principal, la clase DF de English Electric, se introdujeron en 1954, pero no fue hasta la introducción de las locomotoras de la clase DA al año siguiente que el vapor empezó a ser desplazado seriamente en la Isla Norte. La última locomotora de vapor construida por NZR, la JA 1274, entró en servicio en diciembre de 1956, y en 1967 el vapor prácticamente había desaparecido de la Isla Norte. El vapor permaneció en la Isla del Sur hasta noviembre de 1971, cuando las últimas siete locomotoras JA que trabajaban en la Main South Line fueron retiradas del servicio comercial, habiendo sido desplazado el vapor en la Isla del Sur por la locomotora de la clase DJ.
A partir de mediados de la década de 1970, las locomotoras diésel de la primera generación se retiraron, siendo sustituidas por nuevas locomotoras, predominantemente de diseño norteamericano. Entre 1972 y 1975 se introdujo la clase DX, fabricada por General Electric, y desde 1979 se retiró la clase DF original y se introdujo la clase DF de General Motors. NZR también reconstruyó algunas de las locomotoras de la clase DG. Al mismo tiempo, las locomotoras más nuevas de la clase DA se reconstruyeron como locomotoras de la clase DC en Australia y Nueva Zelanda. Las últimas locomotoras diésel de la primera generación se retiraron a finales de los años 80 y principios de los 90.

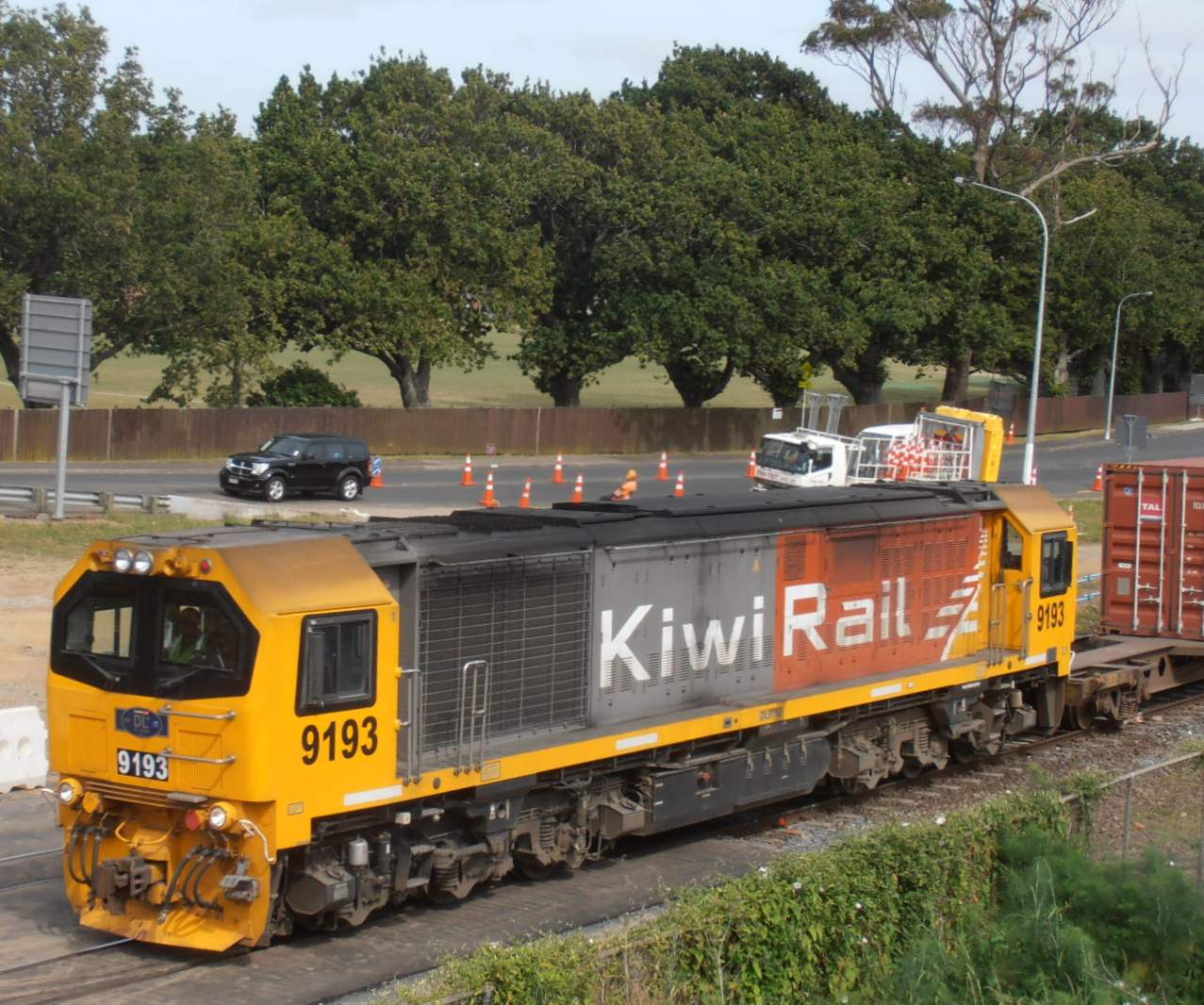
Locomotora de la clase DL 9193, de fabricación china, arrastrando un tren de mercancías en Middlemore en noviembre de 2012. Las clase DL son las locomotoras más nuevas de la red neozelandesa.

Debido al descenso de los volúmenes de mercancías por ferrocarril tras la desregulación del transporte terrestre en 1983, y a la introducción de la electrificación en el tronco principal de la Isla Norte, no se introdujeron nuevas locomotoras diésel de línea principal en la década de 1990. A mediados de los años 90 se importaron algunas locomotoras de segunda mano de Queensland Rail y se reconstruyeron como locomotoras de la clase DQ; la mayoría de estas locomotoras se reexportaron a TasRail, entonces propiedad parcial de Tranz Rail. Las primeras locomotoras diésel nuevas importadas a Nueva Zelanda desde los años 70 fueron las de la clase DL, procedentes de China, que llegaron a partir de 2010.

#### Electricidad
En la década de 1920, se electrificaron dos tramos cortos de línea ferroviaria a 1500 V de corriente continua: Arthur's Pass a Otira (electrificado en 1923) y Christchurch a Lyttelton (1929), ambos clausurados. La electrificación de la red de cercanías de Wellington a 1500 V de corriente continua comenzó en 1938 con la línea de Johnsonville, seguida por la North Island Main Trunk (NIMT) hasta Paekakariki en 1940, y las líneas de Hutt Valley en 1953-55. La electrificación del NIMT se amplió hasta Paraparaumu en 1983 y hasta Waikanae en 2011.
En 1988, se puso en marcha la electrificación de 25 kV de corriente alterna de la North Island Main Trunk (NIMT) entre Palmerston North y Hamilton, y se introdujo una nueva generación de locomotoras eléctricas de línea principal, la clase EF.
En 2014, se completó la electrificación de la red ferroviaria suburbana de Auckland, también construida a 25 kV AC.

### Acoplamientos

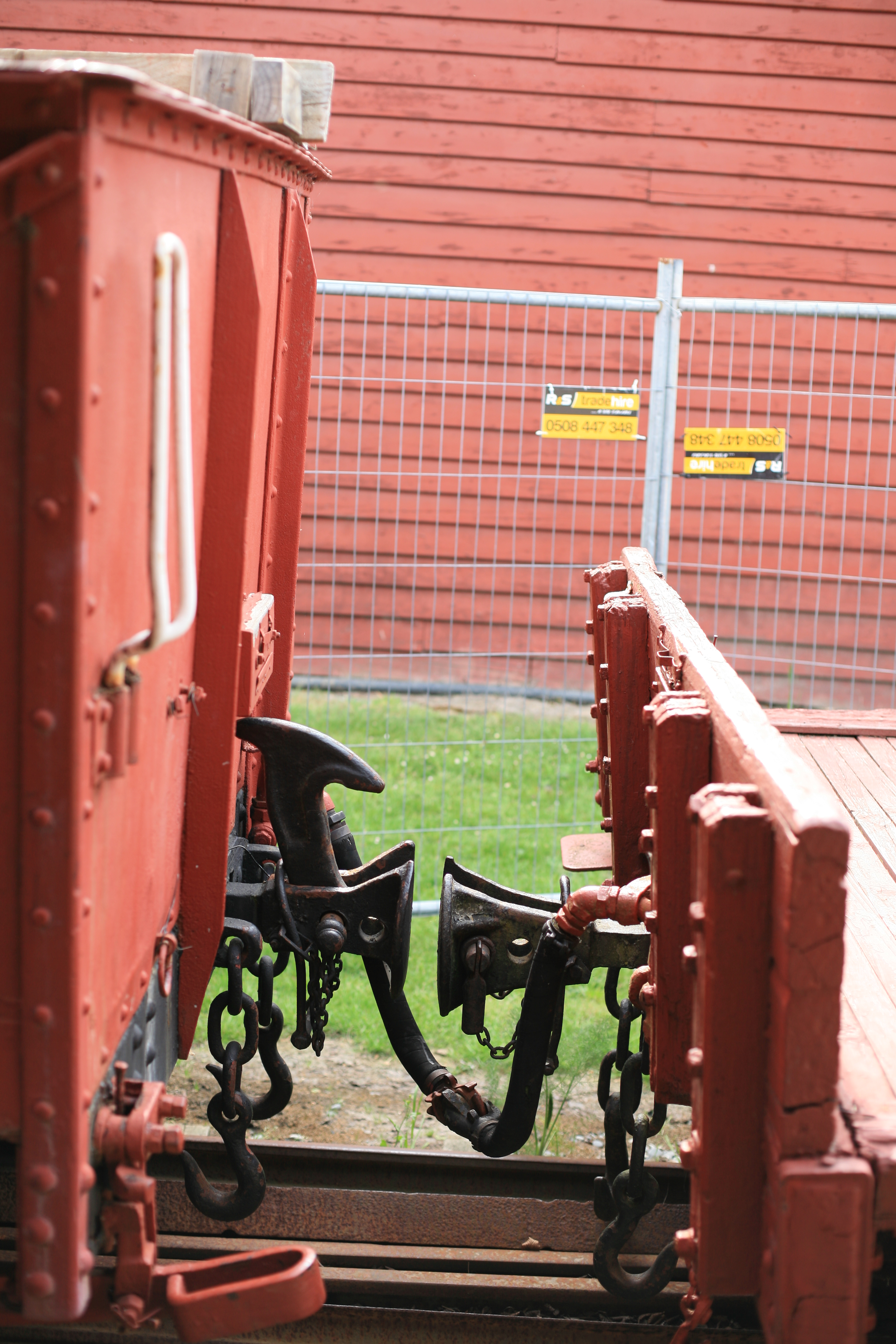
Enganches noruegos en vagones históricos en Little River, Nueva Zelanda.

El enganche noruego era el acoplamiento estándar utilizado en Nueva Zelanda para el material rodante y las locomotoras que no son de pasajeros hasta hace pocos años. En la década de los 70 se desarrolló una versión grande y pesada del enganche chopper, inicialmente para la clase DX. La clase AM de Auckland y las unidades múltiples eléctricas "Matangi" de la clase FP/FT de Wellington utilizan el enganche Scharfenberg.
El enganche Janney ("Alliance") se utilizó por primera vez en los trenes de carbón pesados y se ha ido introduciendo progresivamente en el material rodante más nuevo y en las locomotoras reconstruidas. Desde 2013 se está llevando a cabo un programa de adaptación del material rodante más antiguo.

### Talleres
El Departamento de Ferrocarriles de Nueva Zelanda contaba con importantes talleres en Addington (Christchurch), Easttown (Wanganui), Hillside (Dunedin), Petone (Lower Hutt, cerca de Wellington) y luego Hutt (Lower Hutt, cerca de Wellington) y Newmarket y luego Otahuhu, (Auckland). Todos ellos fueron cerrando progresivamente (sobre todo en la década de 1980), quedando únicamente los talleres de Hutt en funcionamiento. En la actualidad también funcionan algunos pequeños depósitos de mantenimiento, por ejemplo en Addington (Christchurch).

## Accidentes
La regulación de la seguridad es responsabilidad de la Agencia de Transporte de Nueva Zelanda. La NZTA también investiga los accidentes e incidentes con el fin de garantizar el cumplimiento de los reglamentos y las normas. La Comisión de Investigación de Accidentes de Transporte también puede investigar determinados accidentes e incidentes para determinar las circunstancias y las causas y ayudar a prevenir sucesos similares en el futuro.
Los modernos sistemas de señalización, detección de trenes y comunicaciones, así como el descenso general del tráfico de pasajeros por ferrocarril, han disminuido en gran medida el número de accidentes mortales que se producen en la red ferroviaria neozelandesa.
La catástrofe ferroviaria más grave de Nueva Zelanda se produjo en la Nochebuena de 1953, durante la visita de la reina Isabel II, cuando un lahar arrasó el puente del desastre de Tangiwai. Se perdieron 151 vidas al derrumbarse el puente cuando lo cruzaba un tren expreso de pasajeros Wellington-Auckland. El siguiente accidente más grave fue la catástrofe ferroviaria de Hyde en 1943, cuando el expreso Cromwell - Dunedin descarriló tras viajar a una velocidad excesiva. Se perdieron 21 vidas. Posteriormente se descubrió que el conductor estaba intoxicado y fue encarcelado por homicidio involuntario.

## Ferrocarril histórico

### Principales servicios históricos de pasajeros
Cuatro operadores ferroviarios patrimoniales poseen y operan sus propios vagones y flotas de locomotoras de vapor o diésel con certificación de línea principal. Se trata de la Railway Enthusiasts Society, Steam Incorporated, Mainline Steam Trust y Otago Excursion Train Trust (Dunedin Railways). Estos grupos llevan operando trenes especiales de excursión en la red nacional desde 1978, y están autorizados a utilizar locomotoras adecuadas para arrastrar estos trenes desde 1985.

### Patrimonio y museos ferroviarios
Unos 60 grupos gestionan líneas de patrimonio ferroviario o museos, casi todos miembros de la Federación de Organizaciones Ferroviarias de Nueva Zelanda. Entre ellos se encuentran tranvías de calle y tranvías de monte, además de ferrocarriles. La conservación del ferrocarril a gran escala en Nueva Zelanda se inició en los años 60, cuando se retiraron muchas locomotoras de vapor y se cerraron ramales.
Las operaciones actuales con ferrocarril patrimonial incluyen el Kingston Flyer, Glenbrook Vintage Railway, Bush Tramway Club, Waitara Railway Preservation Society, Weka Pass Railway y Dunedin Railways. Dunedin Railways es una organización controlada por el Ayuntamiento de Dunedin en un 72% y gestiona el Taieri Gorge Limited, de 60 kilómetros de longitud, y otros servicios en Dunedin y Otago.
Todas las demás líneas son explotadas por sociedades de voluntarios. El ferrocarril del paso de Weka, con 13 kilómetros, es el más largo de todos. El Bay of Islands Vintage Railway tiene 11 kilómetros de longitud, pero se encuentra en mal estado; después de haber operado sus primeros trenes a través de Kawakawa desde el cese de las operaciones en 2000 durante dos semanas a partir del 3 de julio de 2007, la Sociedad está trabajando en la rehabilitación de la vía entre Kawakawa y Opua.

## En la cultura popular
El director de la Unidad Nacional de Cine de Nueva Zelanda, David Sims, realizó varias películas sobre la historia de los ferrocarriles neozelandeses, como Main Trunk Century (2009); The Truth About Tangiwai (2002); Total Steam (1996); North Island Main Trunk (1995).